# نومروگ (زاوخان)
نومروگ (به لاتین: Nömrög) یک منطقهٔ مسکونی در مغولستان است که در استان زوخان واقع شده‌است.